# Civil Liberties Union for Europe
Bei der Civil Liberties Union for Europe handelt es sich um den europäischen Ableger der Civil Liberties Union (kurz Liberties), einer NGO (Nichtregierungsorganisation), die es sich zur Aufgabe gemacht hat, die „bürgerlichen Freiheiten“ der Menschen in der Europäischen Union (EU) zu wahren bzw. auszubauen.

## Organisation
Der Hauptsitz der Civil Liberties for Europe befindet sich in Berlin, dennoch gibt es eine starke Vernetzung mit Brüssel. Sie stützt sich auf eine Reihe an nationalen NGOs etwa in Belgien, Bulgarien, Tschechien, Kroatien, Ungarn, Italien, Litauen, Polen, Rumänien oder Spanien. Doch die offizielle Anerkennung nach deutschem Recht erfolgte erst im Jahr 2017.
Die Organisation ist in das EU Transparenz-Register eingetragen und betreibt somit Lobbyismus.

## Ziele
Es werden nach Eigenangaben drei Ziele proklamiert:
1. Die EU solle die Freiheitsrechte anerkennen, vor allem in Bezug auf neue Gesetze oder Verordnungen.
2. Die EU solle, im Falle, dass einzelne Mitglieder gegen internationale Verpflichtungen bzw. die bürgerlichen Freiheiten verstoßen, einschreiten.
3. Gilt es die Bevölkerung für ihre Freiheitsrechte zu sensibilisieren.[4]

## Umsetzung
Zur Umsetzung der Ziele werden Kampagnen in den Bereichen Bildung und Sensibilisierung der Öffentlichkeit durchgeführt. Konkret werden Artikel veröffentlicht oder Videos produziert, die auf einfachem Niveau erklären, was bürgerliche Freiheiten sind und was die EU und die nationalen Regierungen tun, um sie zu schützen.
Außerdem stellt die Civil Liberties Union for Europe, Rechtsberatung für die einzelnen NGOs zur Verfügung und vermittelt Kontakte zu einflussreichen Politikern.